# Museo de Arte Contemporáneo de la Provincia de Buenos Aires
El Museo de Arte contemporáneo de la Provincia de Buenos Aires (Museo del Mar) es un museo de arte contemporáneo diseñado por el Estudio Monoblock. Se encuentra localizado en Mar del Plata, provincia de Buenos Aires, Argentina. Fue inaugurado el 27 de diciembre de 2013 por el Gobernador de la Provincia de Buenos Aires, Daniel Scioli y el Presidente del Instituto Cultural de la Provincia de Buenos Aires, Jorge Telerman.

## Arquitectura

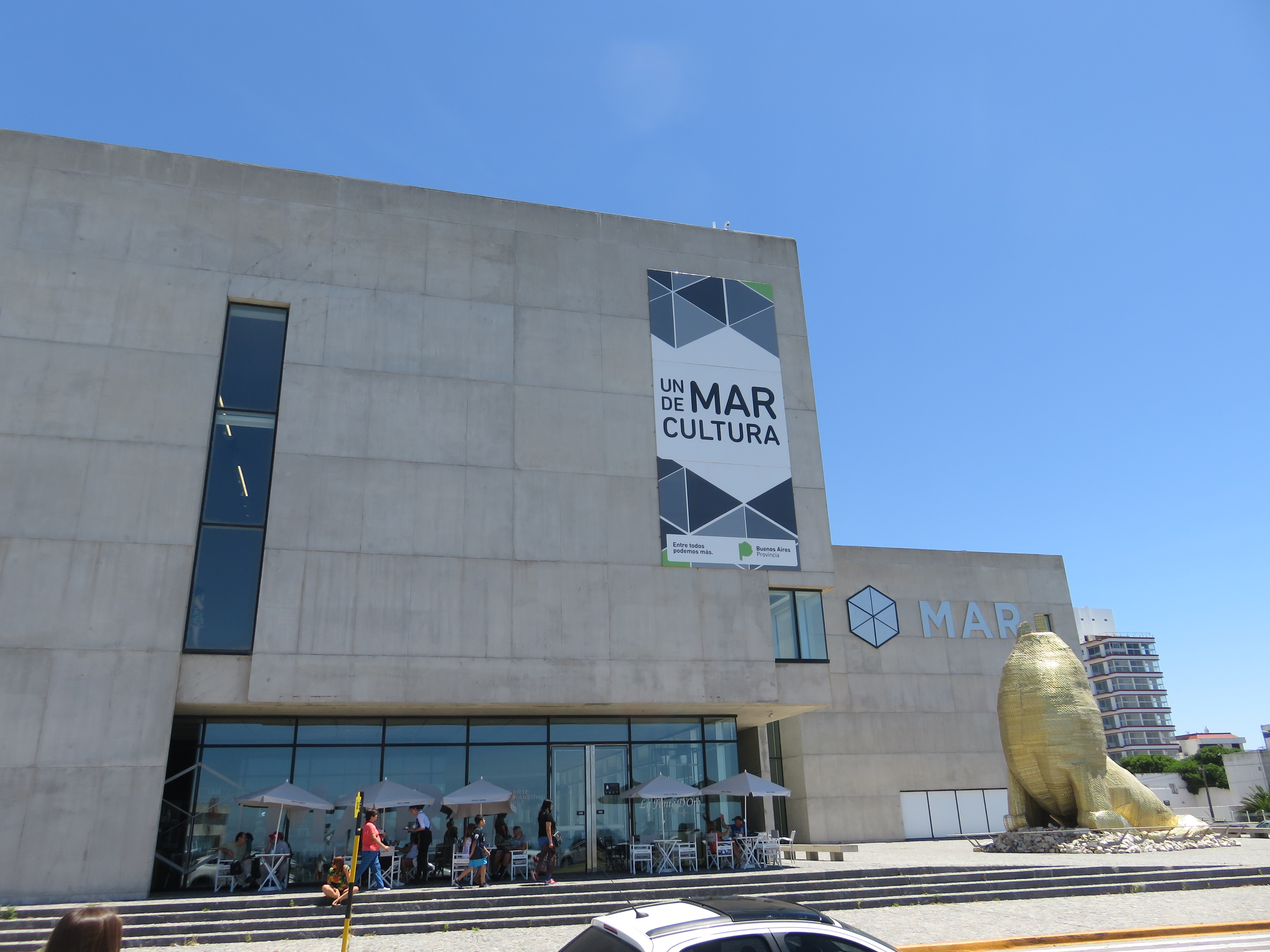

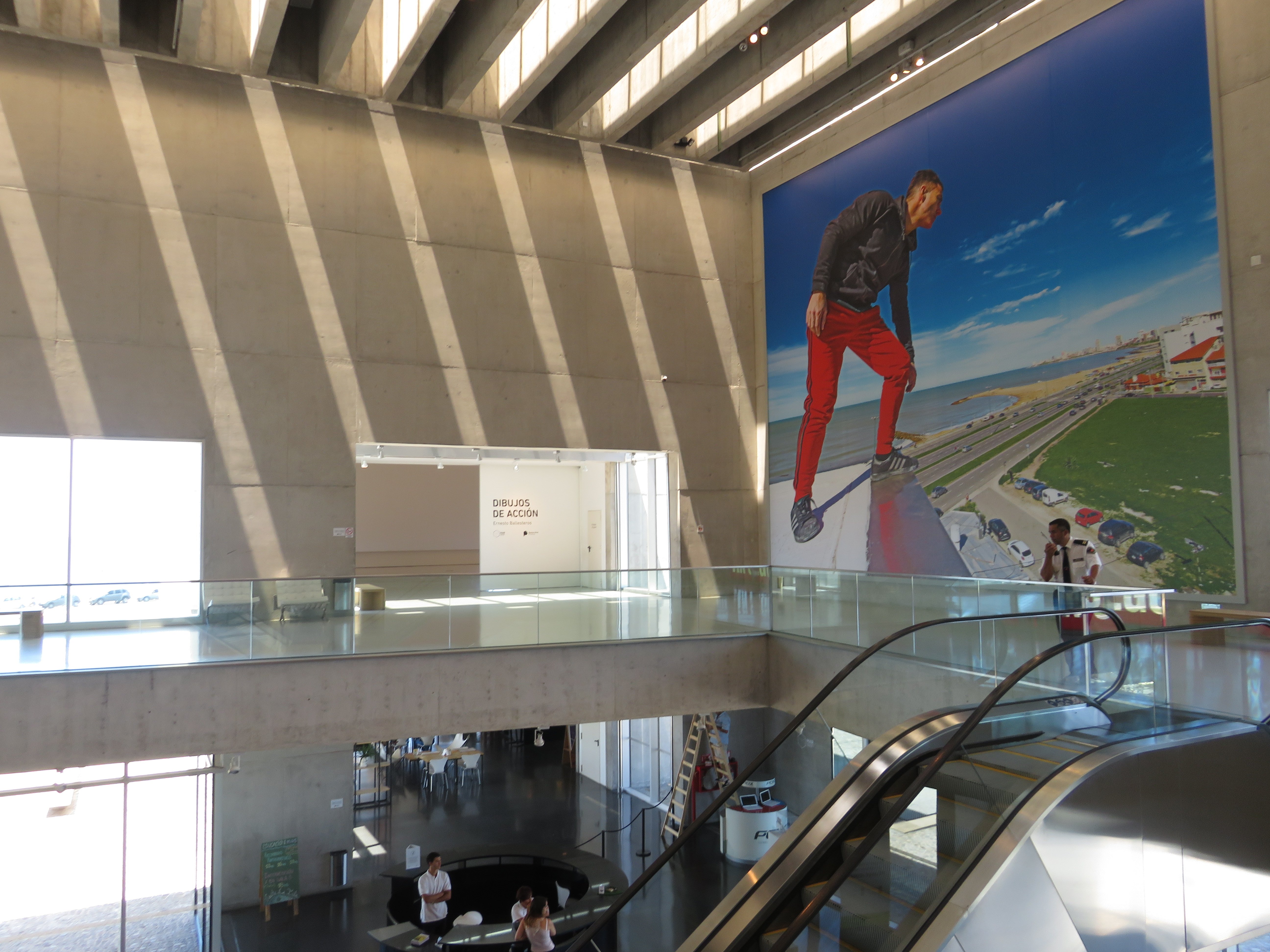

El diseño del proyecto de MAR estuvo a cargo del Estudio Monoblock que obtuvo el primer premio del Concurso Nacional de Anteproyectos, convocado por el Ministerio de Infraestructura de la provincia de Buenos Aires, para desarrollar el Museo de Arte Contemporáneo en la ciudad de Mar del Plata. El edificio cuenta con 7.000 metros cuadrados de superficie construida y está compuesto por estructuras cúbicas de hormigón, en dos plantas. En el nivel superior, vinculado por escaleras fijas y mecánicas, se encuentran las tres salas de exposición. Dos de las salas tienen una superficie de 20 m x 20 m y una de 20 m x 30 m. Las tres con 9 metros de altura, proyectores digitales de última generación, luces y sonido inteligente.

## Exposiciones
El Museo MAR fue inaugurado con la exposición "La ola POP", una muestra que recrea el espíritu del arte pop de los ’60 en Argentina bajo la curaduría de Rodrigo Alonso. 
La artista Marta Minujin preparó para la apertura del museo un enorme lobo marino de 11 metros de altura construido con más de 50 mil envases de alfajores inflados con aire.
Otros artistas que forman parte de la muestra son Alberto Greco, Jorge de la Vega, Rómulo Macció, Antonio Seguí, Edgardo Giménez, Delia Cancela y Antonio Berni.
Francisco un argentino universal
La muestra audiovisual recorre la vida de Jorge Bergoglio, desde su misión en los barrios porteños hasta su actual condición de papa, fue inaugurada el 15 de marzo de 2014 y estuvo a cargo del Instituto Cultural de la provincia de Buenos Aires.
El Museo de los mundo imaginarios
La muestra fue inaugurada el 19 de julio bajo la dirección de Rodrigo Alonso, evoca el universo del escritor argentino Jorge Luis Borges con obras de más de 40 artistas entre ellos Kosice, Grippo, Trilnick y Erlich.
Horizontes del deseo
La muestra fue inaugurada el 29 de diciembre con la dirección de Rodrigo Alonso y se basa en el concepto "del deseo como motor de transformación y cambio de la realidad".  Algunos de los artistas que participan de la nueva muestra son Diana Aisenberg; Patricio Gil Flood; Amancio Williams; Fabiana Barreda; Juan Doffo; Proyecto Anda; Manuel Archain y Miguel Canatakis; ABTE; Gabriel Baggio; Azul Blaseotto; Martín Carrizo; Marcelo Coglitore; Pío Collivadino; Leonardo Damonte; Claudio Gallina; Martín Huberman; Fernando Livschitz; Juan Mathe; Ignacio Mendía; Mariano Molina; Gabriela Mungia/Guadalupe Pardo; Rivane Neuenschwander; Charly Nijensohn; Leo Nuñez; Benito Quinquela Martín; Mariana Tellería; Juan José Tirigall y Nicolás Trombetta